# Oddaverjaannáll
Oddaverjaannáll (del nórdico antiguo: Anales de Oddaverjar) es uno de los manuscritos medievales islandeses, escrito hacia el siglo XVI. Al margen de la cronología de los acontecimientos relacionados con los Oddaverjar, a quien los anales deben su nombre, como detalle curioso se describen los efectos de los terremotos sobre los geyser en Islandia, en una entrada de 1294. Es una de las fuentes que aporta datos sobre Sæmundr fróði, afirmando que estudió en París.